# Фёдоров, Захар Андреевич
Заха́р Андре́евич Фёдоров (род. 24 декабря 2004, Томск) — российский футболист, нападающий клуба «Сочи».

## Биография
Родился в Томске.
В 2011 году начал заниматься футболом в академии «Томи», первый тренер Ханафеев Ильдар Габдулхаевич. Летом 2021 года перешёл в молодёжную команду клуба «Сочи».
11 июля 2023 года на правах аренды перешёл в «Форте». 16 июля 2023 года в матче Второй лиги (дивизион «А») против «Родины-2» дебютировал в профессиональном футболе.
21 июля 2024 года в матче против «Балтики» дебютировал в Первой лиге за основную команду «Сочи».
16 августа 2024 года был арендован клубом «Шинник».
12 июня 2025 года вернулся в «Сочи». 10 августа 2025 года в матче против московского «Динамо» дебютировал в РПЛ.

## Статистика выступлений
| Выступление      | Выступление       | Выступление      | Лига | Лига | Кубки | Кубки | Итого | Итого |
| Клуб             | Лига              | Сезон            | Игры | Голы | Игры  | Голы  | Игры  | Голы  |
| ---------------- | ----------------- | ---------------- | ---- | ---- | ----- | ----- | ----- | ----- |
| Сочи             | Первая лига       | 2024/25          | 2    | 0    | 0     | 0     | 2     | 0     |
| Сочи             | РПЛ               | 2025/26          | 2    | 0    | 2     | 1     | 4     | 1     |
| Сочи             | Итого             | Итого            | 4    | 0    | 2     | 1     | 6     | 1     |
| → Форте          | Вторая лига («А») | 2023/24          | 17   | 1    | 3     | 0     | 20    | 1     |
| → Форте          | Вторая лига («Б») | 2024             | 12   | 2    | 0     | 0     | 12    | 2     |
| → Форте          | Итого             | Итого            | 29   | 3    | 3     | 0     | 32    | 3     |
| → Шинник         | Первая лига       | 2024/25          | 29   | 8    | 4     | 0     | 33    | 8     |
| → Шинник         | Итого             | Итого            | 29   | 8    | 4     | 0     | 33    | 8     |
| Всего за карьеру | Всего за карьеру  | Всего за карьеру | 62   | 11   | 9     | 1     | 71    | 12    |